# Percoleren

Koffiepercolator

Percoleren is het sijpelen van vocht door een poreuze substantie of kleine opening. Percoleren wordt ook wel omschreven als het extraheren van vocht door filtering. Percoleren komt voor sinds de jaren 1600.
Een bekende vorm van percoleren is het zetten van koffie in een koffiepercolator waarin het water door een bak met gaatjes, waarin de gemalen koffie zich bevindt, sijpelt. Deze bak heeft een lange voet die het water van onderen uit de kan aanzuigt. Het geheel, de percolatorkan en het kopje erboven, wordt een koffiepercolator genoemd.
De percolator is van origine een filtersysteem. Pas later is de percolator met gasliftpomp uitgevonden. Deze methode wordt tegenwoordig eigenlijk alleen in de VS nog weleens gebruikt.
Bij deze methode wordt verwarmd water van boven naar beneden door de koffie heen gepompt. Dit proces wordt herhaald tot de koffie de gewenste smaak heeft. Erg populair is deze methode niet meer omdat tijdens het zetten veel van het aroma verloren gaat. Door de temperatuur van het water goed af te stemmen, kan smaakverlies verminderd worden.